# Gobio
Gobio és un gènere de peixos de la família dels ciprínids i de l'ordre dels cipriniformes.

## Taxonomia
- Gobio acutipinnatus (Menschikov, 1939)[2]
- Gobio alverniae (Kottelat & Persat, 2005)[3]
- Gobio banarescui (Dimovski & Grupce, 1974)[4]
- Gobio battalgilae (Naseka, Erk'akan & Küçük, 2006)[5]
- Gobio benacensis (Pollini, 1816)
- Gobio brevicirris (Fowler, 1976)[6]
- Gobio bulgaricus (Drensky, 1926)[7]
- Gobio carpathicus (Vladykov, 1925)[8]
- Gobio coriparoides (Nichols, 1925)[9]
- Gobio cynocephalus (Dybowski, 1869)[10]
- Gobio delyamurei (Freyhof & Naseka, 2005)[11]
- Gobio feraeensis (Stephanidis, 1973)[12]
- Gobi (Gobio gobio) (Linnaeus, 1758)[13]
- Gobio hettitorum (Ladiges, 1960)[14]
- Gobio holurus (Fowler, 1976)[6]
- Gobio huanghensis (Luo, Le & Chen, 1977)[15]
- Gobio kovatschevi (Chichkoff, 1937)[16]
- Gobio krymensis (Banarescu & Nalbant, 1973)[17]
- Gobio kubanicus (Vasil'eva, 2004)[18]
- Gobio lingyuanensis (Mori, 1934)[19]
- Gobio lozanoi (Doadrio & Madeira, 2004)[20]
- Gobio macrocephalus (Mori, 1930)[21]
- Gobio maeandricus (Naseka, Erk'akan & Küçük, 2006)[5]
- Gobio meridionalis (Xu, 1987)[22]
- Gobio obtusirostris (Valenciennes, 1842)[23]
- Gobio occitaniae (Kottelat & Persat, 2005)[3]
- Gobio ohridanus (Karaman, 1924)[24]
- Gobio rivuloides (Nichols, 1925)[25]
- Gobio sarmaticus (Berg, 1949)[26]
- Gobio sinensis (Bleeker, 1865)
- Gobio skadarensis (Karaman, 1937)[27]
- Gobio soldatovi (Berg, 1914)[28]
- Gobio volgensis (Vasil'eva, Mendel, Vasil'ev, Lusk & Lusková, 2008)[29][30][31][32][33][34][35][36]